# Thelasis micrantha
Thelasis micrantha är en orkidéart som först beskrevs av Adolphe-Théodore Brongniart, och fick sitt nu gällande namn av Johannes Jacobus Smith. Thelasis micrantha ingår i släktet Thelasis och familjen orkidéer. Inga underarter finns listade i Catalogue of Life.